# Helicopter (bài hát của Martin Garrix và Firebeatz)
"Helicopter" là một bài hát bởi DJ và nhà sản xuất thu âm người Hà Lan Martin Garrix và bộ đôi sản xuất âm nhạc người Hà Lan Firebeatz. Nó đã được phát hành là tải kỹ thuật số vào ngày 17 tháng 2 năm 2014 trên Beatport và vào ngày 10 tháng 3 năm 2014 trên iTunes. Bài hát có trên bảng xếp hạng ở Bỉ, Pháp và Hà Lan. Bài hát được sản xuất bởi Martin Garrix và Firebeatz.

## Bảng xếp hạng

### Bảng xếp hạng hàng tuần
| Bảng xếp hạng (2014)      | Vị trí cao nhất |
| ------------------------- | --------------- |
| Bỉ (Ultratop 50 Flanders) | 33              |
| Bỉ (Ultratop 50 Wallonia) | 42              |
| Pháp (SNEP)               | 98              |
| Hà Lan (Single Top 100)   | 59              |

## Lịch sử phát hành
| Khu vực                                 | Ngày                | Định dạng       | Hãng đĩa |
| --------------------------------------- | ------------------- | --------------- | -------- |
| Hà Lan                                  | 10 tháng 3 năm 2014 | Tải kỹ thuật số | Spinnin' |
| Vương quốc Liên hiệp Anh và Bắc Ireland | 10 tháng 3 năm 2014 | Tải kỹ thuật số | Spinnin' |